# Papa, Maman, la Bonne et moi (chanson)

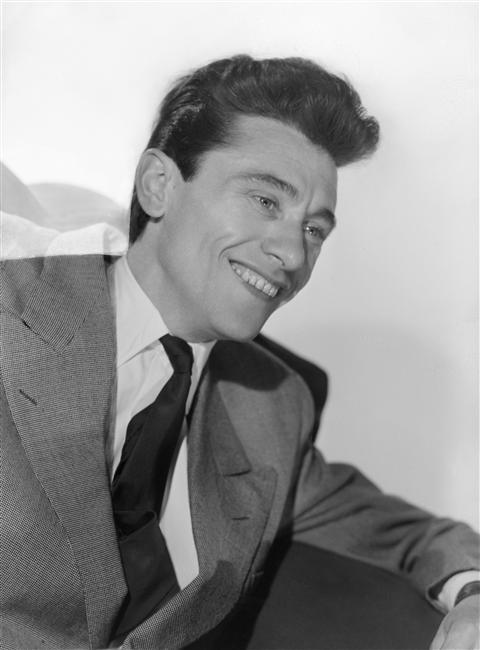
L'auteur et interprète Robert Lamoureux en 1950.

Ne doit pas être confondu avec Papa, Maman, la Bonne et moi (film).
Papa, Maman, la Bonne et moi est une chanson humoristique écrite et interprétée par le chanteur et comédien français Robert Lamoureux et publiée en 1950, sur une musique d'Henri Bourtayre. Il est accompagné au piano par Jacques Breux. 
Parue en 78 tours chez Polydor, la chanson connaît un grand succès, obtient le prix de l'académie Charles-Cros et donnera en 1954 son titre à un film de Jean-Paul Le Chanois où le même Robert Lamoureux tient le rôle principal.
La chanson raconte quelques mésaventures amusantes d'une famille de Français moyens. Lamoureux la reprend fréquemment au cours de sa carrière, mêlant sketch et parties chantées.